# Geosesarma amphinome
Geosesarma amphinome is een krabbensoort uit de familie van de Sesarmidae. De wetenschappelijke naam van de soort is voor het eerst geldig gepubliceerd in 1899 door De Man.